# Gran Premio de Mónaco de 2013
El Gran Premio de Mónaco de 2013 fue la sexta prueba válida para la temporada 2013 de Fórmula 1. Se celebró los días 23, 25 y 26 de mayo en el Circuito de Mónaco y fue la edición número 71.ª del Gran Premio de Mónaco.
El ganador fue el piloto alemán de Mercedes Nico Rosberg, que lideró toda la carrera además de lograr la pole position. Fue su segunda victoria personal en la Fórmula 1, además de ser la primera en el Gran Premio de Mónaco. Su padre Keke Rosberg lo logró en 1983 por lo que se convirtieron en la primera pareja de padre e hijo que logran ganar en el mismo Gran Premio. El podio lo completaron los dos pilotos de Red Bull Racing, Sebastian Vettel, que llegó y salió líder del mundial además de hacerse con la vuelta rápida, y Mark Webber.
Mark Webber fue el triunfador de la edición anterior, seguido por Nico Rosberg y Fernando Alonso. De los pilotos activos, seis han ganado al menos una vez el Gran Premio de Mónaco: Fernando Alonso (2006, 2007), Lewis Hamilton (2008), Jenson Button (2009), Mark Webber (2010, 2012), Sebastian Vettel (2011) y Kimi Räikkönen (2005). En el caso del piloto español que venció en la carrera anterior, el Gran Premio de España, llega a Montecarlo, según algunos medios como favorito a la victoria.
Debido a la configuración especial del trazado monegasco, hubo una sola zona de uso del DRS, situada en la recta de meta, en vez de dos como en el resto de los circuitos. El comisario piloto, encargado de vigilar todo lo que ocurre en el circuito y comunicárselo luego al resto de comisarios, fue Tom Kristensen.
Entre las novedades introducidas en esta carrera el equipo Lotus probó nuevos alerones y suelo y algunos pilotos, como Kimi Räikkönen, Lewis Hamilton o Fernando Alonso estrenaron diseño de casco con diferentes motivos.

## Entrenamientos libres
Al igual que en años anteriores, las sesiones de entrenamientos libres del viernes se adelantan al jueves, ya que los viernes hay mercado en Mónaco y el trazado discurre por el centro de la ciudad.

### Primeros libres
En los primeros entrenamientos libres celebrados el jueves 23 de mayo entre las 10:00 horas y las 11:30 horas el alemán Nico Rosberg marcó el mejor tiempo con un crono de 1:16.195 después de rodar 32 vueltas con su Mercedes. Segundo fue el piloto de Ferrari, Fernando Alonso que su mejor tiempo fue solo 87 milésimas más lento. A continuación le siguieron el piloto de Lotus, Romain Grosjean, el compañero de Alonso, Felipe Massa, el otro piloto de Mercedes Lewis Hamilton y Pastor Maldonado que rodaron todos en el mismo segundo (1:16).
| Pos. | Nombre          | Constructor   | Tiempo   | Difer. | V. |
| ---- | --------------- | ------------- | -------- | ------ | -- |
| 1    | Nico Rosberg    | Mercedes      | 1:16.195 | 0.0    | 31 |
| 2    | Fernando Alonso | Ferrari       | 1:16.282 | +0.087 | 27 |
| 3    | Romain Grosjean | Lotus-Renault | 1:16.380 | +0.185 | 21 |
| 4    | Felipe Massa    | Ferrari       | 1:16.394 | +0.199 | 23 |
| 5    | Lewis Hamilton  | Mercedes      | 1:16.469 | +0.274 | 28 |

### Segundos libres
La segunda sesión de entrenamientos libres arrancó a las 14:00 horas y terminó a las 15:30 horas del jueves 23 de mayo. De nuevo Nico Rosberg marcó el mejor tiempo, con un crono en esta ocasión de 1:14.759, seguido muy de cerca por su compañero de equipo Lewis Hamilton que rodó en 1:15.077 ambos seguidos de cerca por los dos pilotos de Ferrari: Fernando Alonso y Felipe Massa. Tras ellos le siguieron Mark Webber, Kimi Räikkönen, Romain Grosjean y Jenson Button que completaron la lista de pilotos que rodaron todos en el 1:15.
| Pos. | Nombre          | Constructor      | Tiempo   | Difer. | V. |
| ---- | --------------- | ---------------- | -------- | ------ | -- |
| 1    | Nico Rosberg    | Mercedes         | 1:14.759 |        | 46 |
| 2    | Lewis Hamilton  | Mercedes         | 1:15.077 | +0.318 | 51 |
| 3    | Fernando Alonso | Ferrari          | 1:15.196 | +0.437 | 38 |
| 4    | Felipe Massa    | Ferrari          | 1:15.278 | +0.519 | 39 |
| 5    | Mark Webber     | Red Bull-Renault | 1:15.404 | +0.645 | 42 |

### Terceros libres
La tercera sesión de entrenamientos libres arrancó a las 11:00 horas y terminó a las 12:00 horas del sábado 25 de mayo. De nuevo Nico Rosberg marcó el mejor tiempo, siendo el único además en rodar en el 1:14. Segundo fue el francés Romain Grosjean y tercero Sebastian Vettel seguidos de Fernando Alonso y Lewis Hamilton.
| Pos. | Nombre           | Constructor      | Tiempo   | Difer. | V. |
| ---- | ---------------- | ---------------- | -------- | ------ | -- |
| 1    | Nico Rosberg     | Mercedes         | 1:14.378 |        | 22 |
| 2    | Romain Grosjean  | Lotus-Renault    | 1:15.039 | +0.661 | 13 |
| 3    | Sebastian Vettel | Red Bull-Renault | 1:15.261 | +0.883 | 17 |
| 4    | Fernando Alonso  | Ferrari          | 1:15.286 | +0.908 | 17 |
| 5    | Lewis Hamilton   | Mercedes         | 1:15.311 | +0.933 | 20 |

## Clasificación

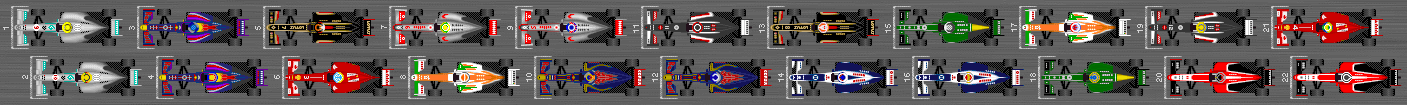
Parrilla de salida tras la sesión de clasificación.

La sesión de clasificación arrancó a las 14:00 horas y terminó a las 15:00 horas del sábado 25 de mayo. Estuvo marcada por la presencia de la lluvia que cayó en las primeras vueltas, lo que provocó que la pista estuviese mojada durante toda la clasificación y los equipos montaron neumáticos intermedios en la primera tanda. En la primera parte quedaron eliminados seis pilotos: Max Chilton, sancionado con cinco posiciones por cambiar la caja de cambios, Esteban Gutiérrez, Charles Pic, Paul di Resta, Felipe Massa y Jules Bianchi. Los cuatro primeros por no marcar el tiempo necesario para entrar en la Q2. En el caso de Massa, no pudo participar por un accidente en los terceros libres, además de perder cinco posiciones por usar una nueva caja de cambios tras el accidente, y Bianchi por un problema de motor nada más comenzar la Q1. En la segunda parte(Q2) la pista comenzó a mejorar y los pilotos comenzaron a montar neumáticos superblandos. Los pilotos eliminados fueron Nico Hülkenberg, Daniel Ricciardo, Romain Grosjean, Valtteri Bottas, Giedo van der Garde, que se había colado en la Q2 por primera vez en su carrera, y Pastor Maldonado. En la última tanda (Q3) donde se decidieron los primeros puestos, Nico Rosberg y después de haber liderado las tres tandas de entrenamientos libros marcó el mejor tiempo (1:13.876) y logró su tercera pole position de la temporada. Segundo fue su compañero de equipo Lewis Hamilton lo que supuso la cuarta pole consecutiva para Mercedes y segunda vez que el equipo ocupa la primera línea de la parrilla de salida, ya lo había logrado en la carrera anterior (GP de España). Tras el equipo alemán se situaron los pilotos de Red Bull con Vettel y Webber en el tercer y cuarto puesto respectivamente. Kimi Räikkönen fue quinto, Fernando Alonso sexto y tras ellos los dos pilotos de McLaren, Sergio Pérez y Jenson Button con el Force India de Sutil en medio. Jean-Éric Vergne que consiguió colarse en la Q3 por primera vez en su carrera fue décimo.

### Resultados
| Pos.                  | N.º | Piloto              | Equipo-motor         | Parte 1    | Parte 2  | Parte 3  | Parrilla |
| --------------------- | --- | ------------------- | -------------------- | ---------- | -------- | -------- | -------- |
| 1                     | 9   | Nico Rosberg        | Mercedes             | 1:24.620   | 1:16.135 | 1:13.876 | 1        |
| 2                     | 10  | Lewis Hamilton      | Mercedes             | 1:23.779   | 1:16.265 | 1:13.967 | 2        |
| 3                     | 1   | Sebastian Vettel    | Red Bull-Renault     | 1:24.243   | 1:15.988 | 1:13.980 | 3        |
| 4                     | 2   | Mark Webber         | Red Bull-Renault     | 1:25.352   | 1:17.322 | 1:14.181 | 4        |
| 5                     | 7   | Kimi Räikkönen      | Lotus-Renault        | 1:25.835   | 1:16.040 | 1:14.822 | 5        |
| 6                     | 3   | Fernando Alonso     | Ferrari              | 1:23.712   | 1:16.510 | 1:14.824 | 6        |
| 7                     | 6   | Sergio Pérez        | McLaren-Mercedes     | 1:24.682   | 1:17.748 | 1:15.138 | 7        |
| 8                     | 15  | Adrian Sutil        | Force India-Mercedes | 1:25.108   | 1:17.261 | 1:15.383 | 8        |
| 9                     | 5   | Jenson Button       | McLaren-Mercedes     | 1:23.744   | 1:17.420 | 1:15.647 | 9        |
| 10                    | 18  | Jean-Éric Vergne    | Toro Rosso-Ferrari   | 1:23.699   | 1:17.623 | 1:15.703 | 10       |
| 11                    | 11  | Nico Hülkenberg     | Sauber-Ferrari       | 1:25.547   | 1:18.331 |          | 11       |
| 12                    | 19  | Daniel Ricciardo    | Toro Rosso-Ferrari   | 1:24.852   | 1:18.344 |          | 12       |
| 13                    | 8   | Romain Grosjean     | Lotus-Renault        | 1:23.738   | 1:18.603 |          | 13       |
| 14                    | 17  | Valtteri Bottas     | Williams-Renault     | 1:24.681   | 1:19.077 |          | 14       |
| 15                    | 21  | Giedo van der Garde | Caterham-Renault     | 1:26.095   | 1:19.408 |          | 15       |
| 16                    | 16  | Pastor Maldonado    | Williams-Renault     | 1:23.452   | 1:21.688 |          | 16       |
| 17                    | 14  | Paul di Resta       | Force India-Mercedes | 1:26.322   |          |          | 17       |
| 18                    | 20  | Charles Pic         | Caterham-Renault     | 1:26.633   |          |          | 18       |
| 19                    | 12  | Esteban Gutiérrez   | Sauber-Ferrari       | 1:26.917   |          |          | 19       |
| 20                    | 23  | Max Chilton         | Marussia-Cosworth    | 1:27.303   |          |          | 22*      |
| Tiempo 107%: 1:29.293 |     |                     |                      |            |          |          |          |
| 21                    | 22  | Jules Bianchi       | Marussia-Cosworth    | Sin tiempo |          |          | 20*      |
| 22                    | 4   | Felipe Massa        | Ferrari              | Sin tiempo |          |          | 21*      |

## Carrera

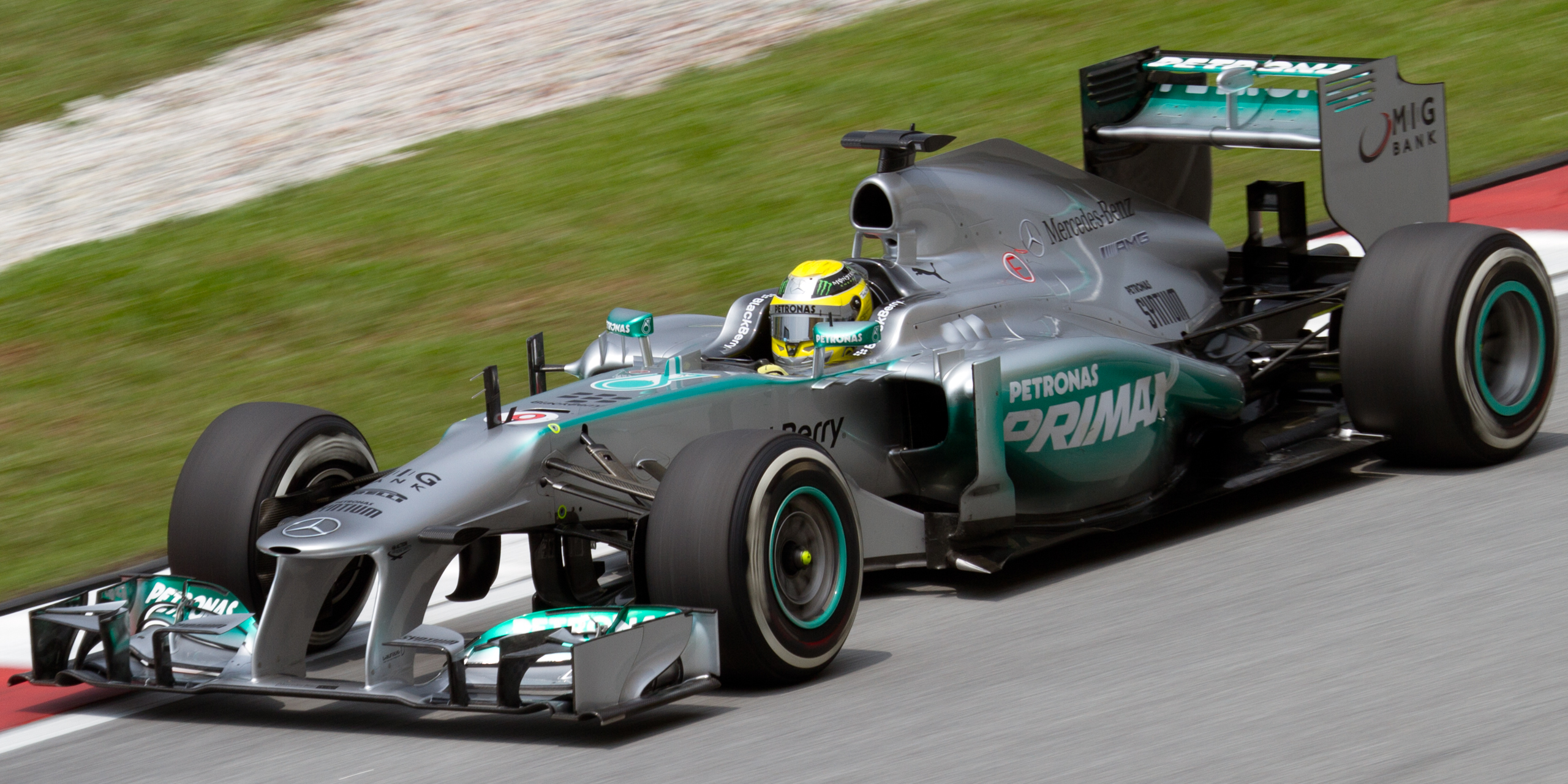
El piloto alemán Nico Rosberg consiguió la pole position y la victoria en Mónaco. En la imagen con el Mercedes AMG F1 W04 durante el GP de Malasia.

La carrera del Gran Premio de Mónaco arrancó a las 14:00 horas y terminó, tras disputarse 78 vueltas, alrededor de las 16:20 horas del domingo 26 de mayo. La salida se dio sin ningún accidente de importancia salvo el choque entre Pastor Maldonado y Giedo Van der Garde en la curva del Casino que obligó a ambos a parar para cambiar los alerones en boxes. En un circuito donde tradicionalmente es difícil adelantar las primeras vueltas transcurrieron sin incidencias, tan solo el piloto de Red Bull, Vettel, intentó encontrar un hueco para adelantar a Hamilton, ya que rodaba más rápido, pero sin éxito. En la vuelta nueve se produjo el primer abandono. Charles Pic paró su monoplaza en la entrada del pit lane con el motor humeando. La cabeza de carrera se mantuvo igual salvo por Fernando Alonso que fue perdiendo ventaja sobre Kimi Räikkönen que rodaba quinto por detrás de los Red Bull. Con la llegada de las primeras entradas en boxes para cambiar de neumáticos se produjo el primer coche de seguridad que entró en pista debido al accidente de Felipe Massa. El de Ferrari golpeó su monoplaza contra el muro en Saint Devote, de manera idéntica a los libre tres cuando también perdió el control del F138. Siete vueltas estuvo el safety car en pista que provocó la pérdida de dos puestos de Hamilton que tras para en boxes se incorporó por detrás de los Red Bull, cayendo a la cuarta plaza. Poco después el mexicano de McLaren, Sergio Pérez adelantó a su compañero de equipo, Jenson Button en la chicana situada después del túnel y en el siguiente giro intentó lo mismo con Fernando Alonso pero el español para evitar el encontronazo se salió de la trazada. Instantes después se produjo un fuerte accidente entre Max Chilton y Maldonado. El primero cerró el paso al segundo en el exterior de Tabac y le destrozó el monoplaza provocándole el choque contra los muros del circuito. Inmediatamente la carrera fue parada con bandera roja y todos los pilotos se situaron en sus posiciones de la parrilla de salida. Durante el tiempo que la carrera estuvo detenida la FIA comunicó a Alonso que debía dejar pasar a Sergio Pérez por la maniobra acometida entre ambos durante el intento de adelantamiento del segundo. La carrera siguió sin incidencias hasta que llegó la segunda parada en boxes cuando la mayoría de equipos montaron neumáticos superblandos. El piloto de Force India, Adrian Sutil consiguió dos adelantamientos en Loews: primero a Button y luego a Alonso que le valió para ascender a la sexta plaza. Varias vueltas después se produjo otro abandono, el de Jules Bianchi por accidente y en la vuelta 63 Romain Grosjean se llevó por delante a Daniel Ricciardo que provocó el abandono de ambos y la entrada del coche de seguridad por segunda vez a falta de quince vueltas para el final de la carrera. Relanzada la carrera Pérez intentó por segunda vez sobrepasar a Räikkönen en la chicana tras el túnel, pero en esa ocasión el finés de Lotus cerró el paso al de McLaren y ambos colisionaron. Aunque continuaron en carrera Kimi acabó en boxes con el neumático trasero pinchado y se metió de nuevo en carrera escalando hasta el décimo puesto. Por su parte Pérez siguió varias vueltas en pista pero terminó abandonando a falta de seis vueltas debido a los daños sufridos de su monoplaza. Los líderes de carrera sin embargo, rodaron toda la carrera sin incidencias y Nico Rosberg se llevó la victoria, la primera de la temporada y la segunda de su carrera, en un Gran Premio que dominó de principio a fin. El podio lo completaron los dos pilotos de Red Bull, Vettel y Webber. El segundo puesto del alemán le permitió sumar 18 puntos y continuar líder del mundial.
Tras la carrera Romain Grosjean fue sancionado con la pérdida de diez posiciones en la parrilla de salida del siguiente Gran Premio (GP de Canadá) por embestir a Daniel Ricciardo. El piloto de Lotus, Kimi Räikkönen hizo una duras declaraciones sobre Sergio Pérez por el incidente que mantuvo con él: «Conducir con riesgo está bien, pero es más fácil conducir de manera estúpida y no es la primera vez que lo hace. No sé si se sentarán con él para hablar. Quizá deberían incluso darle una bofetada, a ver si así lo entiende». También se anunció que tanto Felipe Massa como Pastor Maldonado se encontraban en buen estado de salud tras los accidentes que sufrieron ambos siendo el más perjudicado el segundo, con un corte en una mano y fuerte impacto en una rodilla.

### Resultados
| Pos. | N.º | Piloto              | Equipo-motor         | Vueltas | Tiempo/Retirado    | Parrilla | Puntos |
| ---- | --- | ------------------- | -------------------- | ------- | ------------------ | -------- | ------ |
| 1    | 9   | Nico Rosberg        | Mercedes             | 78      | 2:17:52.056        | 1        | 25     |
| 2    | 1   | Sebastian Vettel    | Red Bull-Renault     | 78      | +3.888             | 3        | 18     |
| 3    | 2   | Mark Webber         | Red Bull-Renault     | 78      | +6.314             | 4        | 15     |
| 4    | 10  | Lewis Hamilton      | Mercedes             | 78      | +13.894            | 2        | 12     |
| 5    | 15  | Adrian Sutil        | Force India-Mercedes | 78      | +21.477            | 8        | 10     |
| 6    | 5   | Jenson Button       | McLaren-Mercedes     | 78      | +23.103            | 9        | 8      |
| 7    | 3   | Fernando Alonso     | Ferrari              | 78      | +26.734            | 6        | 6      |
| 8    | 18  | Jean-Éric Vergne    | Toro Rosso-Ferrari   | 78      | +27.223            | 10       | 4      |
| 9    | 14  | Paul di Resta       | Force India-Mercedes | 78      | +27.608            | 17       | 2      |
| 10   | 7   | Kimi Räikkönen      | Lotus-Renault        | 78      | +36.782            | 5        | 1      |
| 11   | 11  | Nico Hülkenberg     | Sauber-Ferrari       | 78      | +42.572            | 11       |        |
| 12   | 17  | Valtteri Bottas     | Williams-Renault     | 78      | +42.691            | 14       |        |
| 13   | 12  | Esteban Gutiérrez   | Sauber-Ferrari       | 78      | +43.212            | 19       |        |
| 14   | 23  | Max Chilton         | Marussia-Cosworth    | 78      | +49.885            | 22       |        |
| 15   | 21  | Giedo van der Garde | Caterham-Renault     | 78      | +1:02.590          | 15       |        |
| 16   | 6   | Sergio Pérez        | McLaren-Mercedes     | 72      | +6 vueltas/Frenos  | 7        |        |
| Ret  | 8   | Romain Grosjean     | Lotus-Renault        | 63      | Daños por colisión | 13       |        |
| Ret  | 19  | Daniel Ricciardo    | Toro Rosso-Ferrari   | 61      | Colisión           | 12       |        |
| Ret  | 22  | Jules Bianchi       | Marussia-Cosworth    | 58      | Accidente          | 20       |        |
| Ret  | 16  | Pastor Maldonado    | Williams-Renault     | 44      | Accidente          | 16       |        |
| Ret  | 4   | Felipe Massa        | Ferrari              | 28      | Accidente          | 22       |        |
| Ret  | 20  | Charles Pic         | Caterham-Renault     | 7       | Motor              | 18       |        |

## Clasificaciones tras la carrera
| Pos. | Piloto           | Puntos | Cambios     |
| ---- | ---------------- | ------ | ----------- |
| 1    | Sebastian Vettel | 107    | Sin cambios |
| 2    | Kimi Räikkönen   | 86     | Sin cambios |
| 3    | Fernando Alonso  | 78     | Sin cambios |
| 4    | Lewis Hamilton   | 62     | Sin cambios |
| 5    | Mark Webber      | 57     | 1           |

| Pos. | Constructor          | Puntos | Cambios     |
| ---- | -------------------- | ------ | ----------- |
| 1    | Red Bull-Renault     | 164    | Sin cambios |
| 2    | Ferrari              | 123    | Sin cambios |
| 3    | Lotus-Renault        | 112    | Sin cambios |
| 4    | Mercedes             | 109    | Sin cambios |
| 5    | Force India-Mercedes | 44     | Sin cambios |